# Mokranje
Mokranje (cyr. Мокрање) – wieś w Serbii, w okręgu borskim, w gminie Negotin. W 2011 roku liczyła 550 mieszkańców.